# Деряги (Удмуртия)
Деряги — деревня в Юкаменском районе Удмуртии на реке Лема, в составе Пышкетского сельского поселения.

## География
Деревня расположена на высоте 179 м над уровнем моря.
Улицы:
- Луговая
- Прудовая

## Население
Численность постоянного населения деревни составляет 31 человек (2007).